# Gertraudenkapelle (Koszalin)
Die Gertraudenkapelle (polnisch Kaplica św. Gertrudy) in Koszalin (deutsch Köslin) ist ein gotisches Bauwerk des 14. Jahrhunderts. Vor 1945 wurde es oft auch „Perle Pommerns“ genannt.

Die Gertraudenkapelle in Köslin (Koszalin) 1930

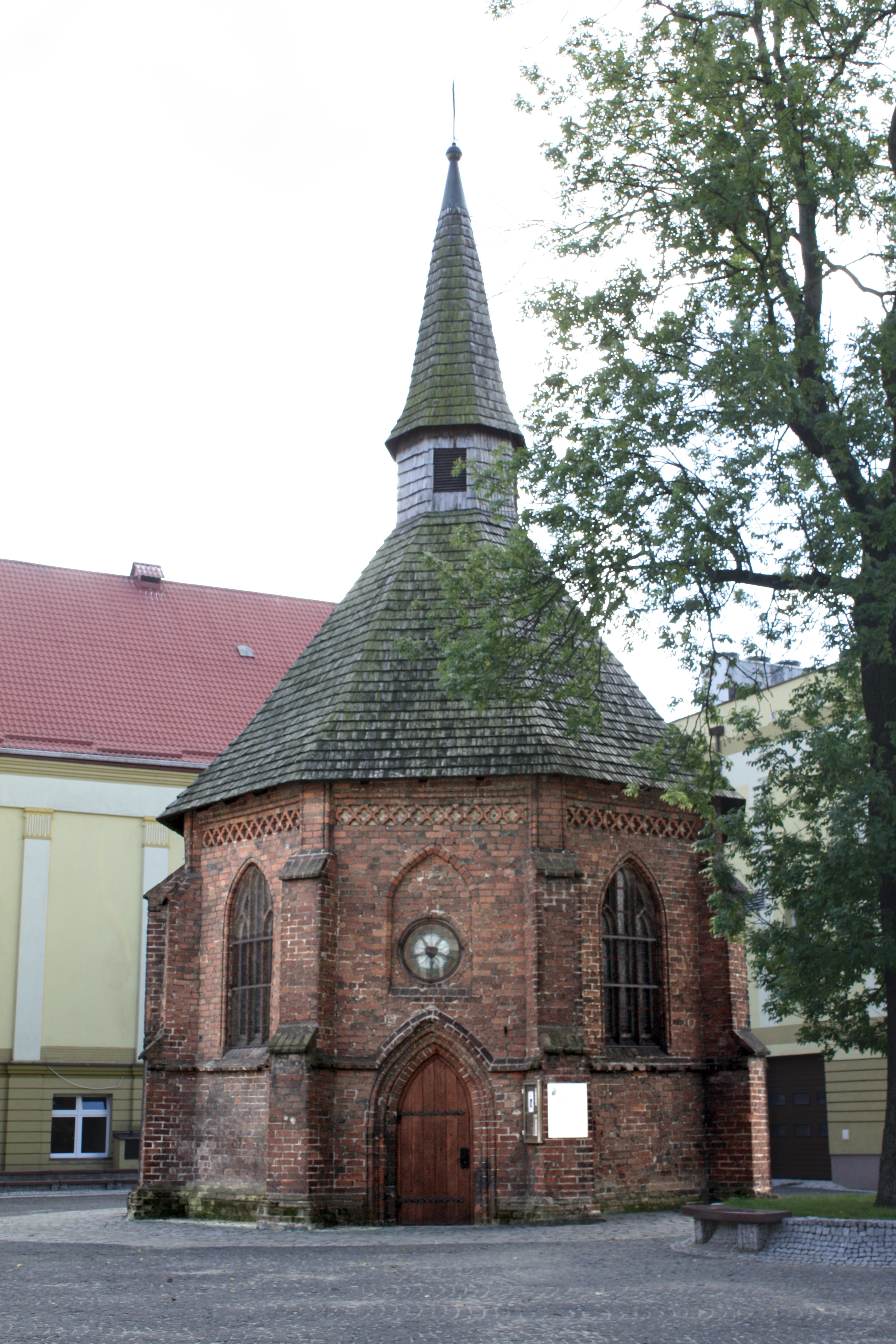
Die Gertraudenkapelle in Koszalin (Köslin)

## Geographische Lage
Die Gertraudenkapelle steht am Südrand der heutigen Altstadt Koszalins, ulica Modrzejewskiej (vor 1945: Bublitzer Straße) Nr. 10. In unmittelbarer Nähe befindet sich das neugebaute Gemeindezentrum der evangelischen Kirchengemeinde (ul. Połczyńska – Wilhelmstraße – Nr. 1) und das Bałtycki Teatr Dramatyczny im Juliusza Słowackiego (ul. Skłodowskiej-Curie – Husarenstraße). Die einstige Begräbnisstätte rund um die Kapelle ist einer Verschönerungsmaßnahme mit Springbrunnen gewichen.

## Geschichte
Urkundlich wurde die Gertraudenkapelle erstmals 1489 erwähnt. Ursprünglich lag die Kapelle vor der Stadt. 
Zum Ende des 14. Jahrhunderts kamen in Pommern die St.-Gertrud-Hospitäler auf, von denen etwa 35 bekannt sind. Eines der ersten war das in Köslin, das 1383 nach zweijähriger Bauzeit eingeweiht wurde. Gertrud von Nivelles in Brabant galt als Wohltäterin der Armen und Kranken, auch als Patronin der Reisenden (die damalige Straße von Altdamm (heute polnisch: Dąbie) bei Stettin nach Köslin war zugleich Pilgerweg zu den Wallfahrtsorten am Gollen (Góra Chełmska) und Wusseken (Osieki)). Dieser Menschen nahm man sich hier (wie andernorts auch die St.-Georgs-/St.-Jürgen-Hospitäler) an. Zu dieser Fürsorge gehörte auch die Anlage eines Friedhofs rund um das Gebäude.
1534 mit der Einführung der Reformation in Pommern wurde das Gotteshaus lutherisch. Es wurde vielfach zweckentfremdet, so etwa im Jahre 1735, als man es wegen seiner vom Stadtgebiet entfernten Lage zum Munitionsmagazin machte. Dazu wurde es restauriert, dabei fand man eine ältere Bauplakette auf der eine Renovierung im Jahr 1662 angezeigt wurde. Im 19. und 20. Jahrhundert gehörte die Gertraudenkapelle zur Marienkirchengemeinde, und ab Beginn des 20. Jahrhunderts nutzten sie die Altlutheraner für gottesdienstliche Zwecke.
In Folge des Zweiten Weltkrieges kam evangelisch-kirchliches Leben in Koszalin fast zum Erliegen. Die Gertraudenkapelle wurde wieder fremdgenutzt, so als Raum für Theaterkulissen, als Experimentiertheater und als Antiquariat. Doch wurde das Gebäude am 24. August 1956 unter Denkmalschutz gestellt. Im Jahre 1999 endlich wurde die Kapelle an die Evangelisch-Augsburgische Kirche in Polen zurückgegeben. Am 7. Mai 2000 weihte sie deren Bischof Jan Szarek wieder als Gotteshaus ein.
Noch im gleichen Jahr erfolgte der Einbau einer vom Heimatkreis Köslin und dem Konvent Evangelischer Gemeinden in Pommern gestifteten Glocke, sie war die erste, die jemals vom Türmchen der Gertraudenkapelle geläutet hat und nun in der katholischen Bischofsstadt Koszalin die evangelische Kirche „hörbar“ macht. Mannigfache Innenreparaturen wurden vorgenommen wie der Einbau einer Heizung sowie einer elektrischen Läuteanlage. Im Jahr 2011 hat man über dem Eingangsportal eine Lutherrose als Glasfenster – ebenfalls gestiftet – eingesetzt.
Bis zum Neubau des Gemeindezentrums im Jahre 2008 wurde die Gertraudenkapelle als Gottesdienststätte genutzt, heute nur noch sporadisch und bei besonderen Anlässen.

## Gebäude
Die für die Gertraudenkapelle in Koszalin charakteristische Ziegelbauweise in achteckiger Form hat Parallelen bei drei anderen pommerschen Gotteshäusern: Georgskapelle in Słupsk (Stolp), St.-Gertrud-Kirche in Darłowo (Rügenwalde) (beide Hinterpommern) und Gertrudenkapelle in Wolgast (Vorpommern). Die letzten beiden Gebäude sind in zwölfeckiger Form errichtet.

## Gemeinde
Die Gertraudenkapelle bekam erst ab 1999 eine dazugehörige Gemeinde. Im 19. Jahrhundert war sie Eigentum der Marienkirchengemeinde in Köslin, die sie zum Anfang des 20. Jahrhunderts der altlutherischen Gemeinde zur gottesdienstlichen Nutzung überließ. Nach 1945 lebten nur noch wenige evangelische Kirchenglieder in Koszalin. Ende der 1960er Jahre wurde die Gründung einer „nicht polnischen“ (d. h. deutschen) Gemeinde in der Stadt genehmigt. Sie traf sich in der damaligen Christuskirche (erbaut 1931, wegen Straßenbaumaßnahmen 2005 abgerissen), die von den Methodisten an die Pfingstler übergegangen war. Im Jahr 1983 wurde auch eine polnische evangelische Gemeinde gegründet, die sich in der Baptistenkirche traf. Beide Gemeinden wurden vom Pfarrer der Evangelisch-lutherischen Kirche in Słupsk (Stolp) betreut. 1997 wurden die Gemeinden dann nicht mehr nach Sprachen, sondern nach Regionen aufgeteilt. In Koszalin wurde eine neue Pfarrei begründet, die mit dem jungen Pfarrer Janusz Staszczak besetzt wurde. Die Gottesdienste werden in polnischer Sprache gehalten, einmal im Monat zusätzlich in deutscher Sprache.
Koszalin ist seitdem eine eigene Pfarrei mit der Gertraudenkapelle als „Pfarrkirche“, seit 2008 vom Gemeindezentrum ergänzt. Sie ist Teil der Diözese Pommern-Großpolen (Sitz: Sopot (Zoppot)) der Evangelisch-Augsburgischen Kirche in Polen (Sitz: Warschau). Inzwischen gehören noch vier Filialgemeinden zum Pfarrsprengel Koszalin:
- Białogard (Belgard) bei gottesdienstlicher Nutzung der katholischen Georgenkirche
- Świdwin (Schivelbein) mit der Friedhofskapelle als Gottesdienststätte
- Szczecinek (Neustettin) mit eigener Kapelle
- Wołcza Wielka (Groß Volz) mit eigener Kirche, die von den Katholiken mitgenutzt wird.

Die Gemeinde unterhält eine Diakoniestation mit eigenem Gebäude in der ul. Mireckiego in Koszalin.